# OAZ2
OAZ2 (англ. Ornithine decarboxylase antizyme 2) – білок, який кодується однойменним геном, розташованим у людей на короткому плечі 15-ї хромосоми. Довжина поліпептидного ланцюга білка становить 189 амінокислот, а молекулярна маса — 21 011.
| 10         |  | 20         |  | 30         |  | 40         |  | 50         |
| ---------- |  | ---------- |  | ---------- |  | ---------- |  | ---------- |
| MINTQDSSIL |  | PLSNCPQLQC |  | CRHIVPGPLW |  | CSDAPHPLSK |  | IPGGRGGGRD |
| PSLSALIYKD |  | EKLTVTQDLP |  | VNDGKPHIVH |  | FQYEVTEVKV |  | SSWDAVLSSQ |
| SLFVEIPDGL |  | LADGSKEGLL |  | ALLEFAEEKM |  | KVNYVFICFR |  | KGREDRAPLL |
| KTFSFLGFEI |  | VRPGHPCVPS |  | RPDVMFMVYP |  | LDQNLSDED  |  |            |

A: Аланін

C: Цистеїн

D: Аспарагінова кислота

E: Глутамінова кислота

F: Фенілаланін

G: Гліцин

H: Гістидин

I: Ізолейцин

K: Лізин

L: Лейцин

M: Метіонін

N: Аспарагін

P: Пролін

Q: Глутамін

R: Аргінін

S: Серин

T: Треонін

V: Валін

W: Триптофан

Кодований геном білок за функцією належить до фосфопротеїнів. 
Локалізований у ядрі.